# جود ستيرلينغ
جود ستيرلينغ (بالإنجليزية: Jude Stirling)‏ هو لاعب كرة قدم بريطاني في مركز الدفاع، ولد في 29 يونيو 1982 في منطقة أنفيلد في المملكة المتحدة. لعب مع أكسفورد يونايتد وبوريهام وود إف سي وستيفيناغ بوروه وغريمسبي تاون وميلتون كينز دونز ونادي بارنت ونادي بيتربورو يونايتد ونادي تاموورث ونادي دوفر أثليتيك ونادي لوتون تاون ونادي لينكولن سيتي ونوتس كاونتي وهورنتشورتش.

## وصلات خارجية
- جود ستيرلينغ على موقع قاعدة بيانات كرة القدم.إي يو (الإنجليزية)
- جود ستيرلينغ على موقع Soccerbase.com (لاعب) (الإنجليزية)